# Ламм, Роберт
Ро́берт Уи́льям Ламм (англ. Robert William Lamm; род. 13 октября 1944 года, Нью-Йорк, США) — американский музыкант, клавишник, певец и автор песен, наиболее известный как один из основателей (наряду с Джеймсом Панкоу и Ли Лафнейном) рок-группы Chicago.

## Биография и творчество
Роберт Ламм родился 13 октября 1944 года в Бруклине, Нью-Йорк. У его родителей была коллекция джазовых записей, которые оказали на него влияние в ранние годы. В юности он выступал в мужском хоре при Епископальной церкви Грейс в районе Бруклин-Хайтс.
Когда Роберту было 15 лет, его мать повторно вышла замуж, в результате чего он переехал в Чикаго, штат Иллинойс. Там, учась в средней школе, он изучал искусство, особенно рисование и живопись, но в колледже поменял направление занятий и продолжил обучение по музыкальной программе при Рузвельтском университете Чикаго.
В 1967 году Ламм стал одним из шести членов-основателей «рок-группы с трубами» (rock band with horns), вскоре ставшей известной как Chicago, членом которой он является по сей день. Он играл на клавишных и сочинял песни, такие как "Does Anybody Really Know What Time It Is?", "Beginnings", "Questions 67 & 68", "Free", "25 or 6 to 4", "Another Rainy Day in New York City", "Harry Truman", "Saturday in the Park" и др. До начала 1980-х он был и одним из основных вокалистов группы, пока Питер Сетера не взял эту роль на себя. После записи шести успешных альбомов, в 1974 году Ламм выпустил Skinny Boy — единственный сольный альбом какого-либо участника Chicago до 1980-х годов. После этого у него, похоже, наступил период личного и профессионального спада. Но в 1982 году он в лучшем виде вновь предстал перед поклонниками.
Несколько сольных альбомов появились после того, как Ламм в 1991 году переехал обратно в Нью-Йорк. Там он сформировал трио (Бекли-Ламм-Уилсон) с Джерри Бекли из группы America и Карлом Уилсоном из The Beach Boys. Через два года после смерти Уилсона в феврале 1998-го от рака лёгких был выпущен альбом под названием Like a Brother (2000).
Все эти сольные альбомы и песни были дополнением к продолжающимся полуактивным записям Chicago: Stone of Sisyphus, Night and Day, Chicago XXX и Chicago Now 36.
Ламм был приглашённым лектором по музыкальному продюсированию в Стэнфордском университете. В 2012 году он читал лекции в Нью-Йоркском университете на тему написания песен.

## Личная жизнь
С 1970 по 1971 год Ламм был женат на ныне покойной Карен Ламм Уилсон (урождённой Перк). В 1976 году он женился во второй раз — на Джули Нини; у пары родилась дочь по имени Саша. В 1981 году Роберт и Джули развелись. В 1985 году Ламм женился в третий раз — на актрисе Алекс Доннелли; у них родились две дочери — Кейт и Шон. В 1991-м Ламм расстался и с третьей своей женой. В тот же год он женился в четвёртый раз — на Джой Копко; у них нет совместных детей.

## Сольная дискография
Альбомы
- 1974 — Skinny Boy[2]
- 1993 — Life Is Good in My Neighborhood[2]
- 1999 — In My Head
- 2000 — Like a Brother (в составе трио Beckley-Lamm-Wilson)
- 2003 — Subtlety & Passion
- 2004 — Too Many Voices (расширенный выпуск альбома In My Head)
- 2005 — Leap of Faith — Live in New Zealand
- 2006 — Life Is Good in My Neighborhood 2.0
- 2006 — Skinny Boy 2.0
- 2008 — The Bossa Project
- 2012 — Living Proof
- 2012 — Robert Lamm Songs: The JVE Remixes